# Langona pallidula
Langona pallidula är en spindelart som beskrevs av Logunov, Rakov 1998. Langona pallidula ingår i släktet Langona och familjen hoppspindlar. Inga underarter finns listade i Catalogue of Life.